# Jamie Green

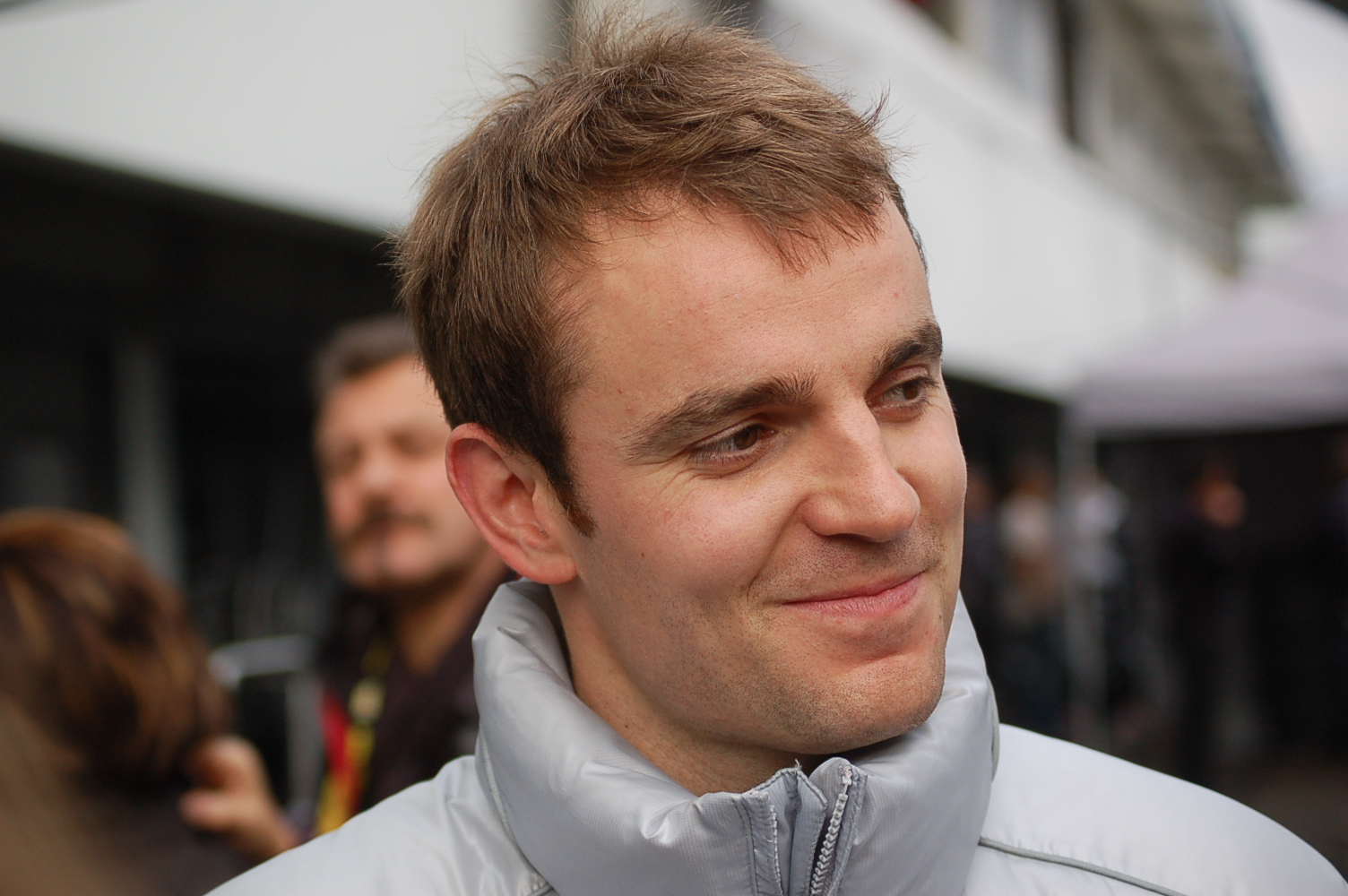
Jamie Green in 2009 op de Hockenheimring.

Jamie Green (Leicester, 14 juni 1982) is een Brits autocoureur.

## Carrière

### Vroege carrière
Op tienjarige leeftijd nam Green deel aan de BriSCA Ministox en won het Britse kampioenschap in zijn eerste seizoen. Vervolgens stapte hij over naar het karting en eindigde als tweede in de Junior TKM in 1996.
In 1997 stapte hij over naar de Junior ICA Winter Series, waar hij ook de titel won, en eindigde hij als tweede in het kampioenschap McLaren Mercedes Champions of the Future. Hij won de Formule A Winter Series in 2000 en eindigde als tweede in de Britse Formule A in 2001. In 2000 en 2001 won hij twee races in de Europese Formule A.

### Formule Renault
In 2001 maakte Green zijn debuut in het formuleracing in de Britse Formule Renault Winter Series, waar een tweede plaats zijn beste resultaat was. In 2002 nam hij deel aan het volledige seizoen van de Britse Formule Renault voor Fortec Racing en eindigde met twee overwinningen als tweede achter Danny Watts. Ook reed hij één race in de Eurocup Formule Renault 2.0 voor Fortec. Hij beëindigde zijn Formule Renault-carrière in de Aziatische Formule Renault Challenge in Macau in november 2002.

### Formule 3
In 2003 promoveerde Green naar de Formule 3, waar hij deelnam aan het Britse Formule 3-kampioenschap voor Carlin Motorsport. Met vier overwinningen eindigde hij opnieuw als tweede in het kampioenschap achter Alan van der Merwe. Tijdens het jaar maakte hij zijn debuut in de Formule 3 Euroseries, waarbij hij oorspronkelijk alleen tijdens het weekend op het Circuit de Pau-Ville in actie kwam voor ASM Formule 3. In de tweede race behaalde hij meteen zijn eerste podium met een derde plaats achter Fábio Carbone en Ryan Briscoe. Tevens reed hij de laatste drie raceweekenden voor Kolles.
In 2004 reed Green het volledige seizoen in de Euroseries voor ASM, waarbij hij ondersteuning heeft gekregen van Mercedes-Benz. Met zeven overwinningen, zes pole positions, acht snelste ronden en 139 punten behaalde hij de titel met een ruime voorsprong op nummer twee Alexandre Prémat.

### DTM

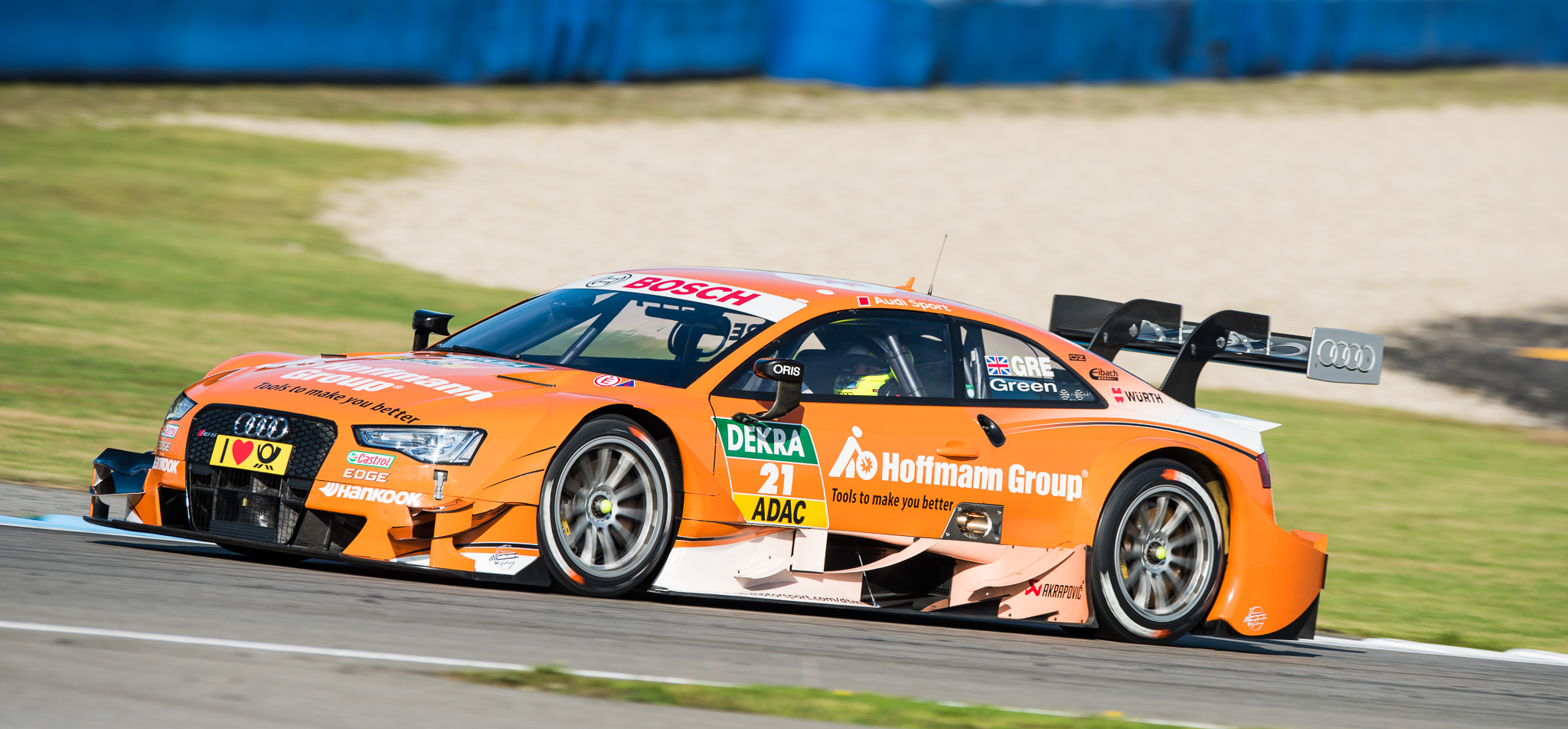
Jamie Green, Deutsche Tourenwagen Masters 2014 - Hockenheimring

In het seizoen 2005 werd Green door Mercedes in de DTM geplaatst. Voor Persson Motorsport werd hij meteen zesde bij zijn debuut. Met pole positions op de Lausitzring en de Hockenheimring en podiumplaatsen op de Motorsport Arena Oschersleben en Hockenheim eindigde hij het kampioenschap als zesde.
In 2006 werden Green en Persson-teamgenoot Bruno Spengler gepromoveerd naar het fabrieksteam van Mercedes, het HWA Team, naast Bernd Schneider en Mika Häkkinen. Hij behaalde vier pole positions en drie podiumplaatsen en eindigde als vijfde in het kampioenschap. In 2007 bleef hij rijden voor HWA en behaalde in de laatste twee races op het Circuit de Catalunya en Hockenheim zijn eerste overwinningen. Hierdoor eindigde hij als vierde in het kampioenschap.
Na het seizoen 2008, waarin Green opnieuw vierde werd met overwinningen op het Circuit Mugello en de Norisring, moest hij plaatsmaken bij het fabrieksteam van Mercedes voor Gary Paffett en keerde hij terug naar Persson. Ondanks dit behaalde hij in 2009 toch een overwinning op de Norisring en een zevende plaats in het kampioenschap. Ook in 2010 won hij de race op de Norisring en werd hij zesde.
In 2011 keerde Green terug bij HWA. Na een tweede plaats op de Norisring won hij de laatste race op Hockenheim en eindigde zodoende als vijfde in het kampioenschap. In 2012 behaalde hij voor het eerst de top drie in het kampioenschap, met opnieuw een overwinning op de Norisring werd hij derde achter Spengler en Paffett.
Na acht jaar voor Mercedes te hebben gereden, stapte Green in 2013 over naar Audi, waar hij voor het team Abt Sportsline reed. Het was een moeizaam seizoen voor Green, waarin hij enkel op Oschersleben op het podium stond. Hij eindigde voor het eerst niet in de top 10 van het kampioenschap op de elfde positie. In 2014 stapte hij binnen Audi over naar het Audi Sport Team Rosberg.